# Marcel Adam (Badminton)
Marcel Adam (* 1. Februar 1995 in Hildesheim) ist ein deutscher Badmintonspieler des TSV Bemerode. Er startet im Parabadminton in der Startklasse SL4, sowohl im Einzel als auch im Doppel und Mixed.

## Sportliche Laufbahn
2016 nahm Adam an der Badminton-Europameisterschaft für Behinderte im niederländischen Beek teil und gewann im Doppel der Klasse SL3-SL4 mit seinem spanischen Partner Simón Cruz Mondejar die Silbermedaille. 2017 startete er bei der Badminton-Weltmeisterschaft für Behinderte im südkoreanischen Ulsan mit seiner Partnerin Katrin Seibert im Mixed der Fußgängerklasse SL3-SU5. Sie bezwangen im Achtelfinale die amtierenden Weltmeister Raj Kumar und Parul Dalsukhbhai Parmar aus Indien, und unterlagen im Halbfinale gegen die späteren indonesischen Titelgewinner Leani Ratri Oktila und Hary Susanto. Bei der Badminton-Europameisterschaft für Behinderte in Rodez gewann Adam 2018 wiederum mit Seibert die Silbermedaille.